# Garnotia normanii
Garnotia normanii là một loài thực vật có hoa trong họ Hòa thảo. Loài này được V.Prakash & S.K.Jain mô tả khoa học đầu tiên năm 1979.